# Arcidosso
Arcidosso è un comune italiano di 4 325 abitanti della provincia di Grosseto in Toscana.

## Geografia fisica

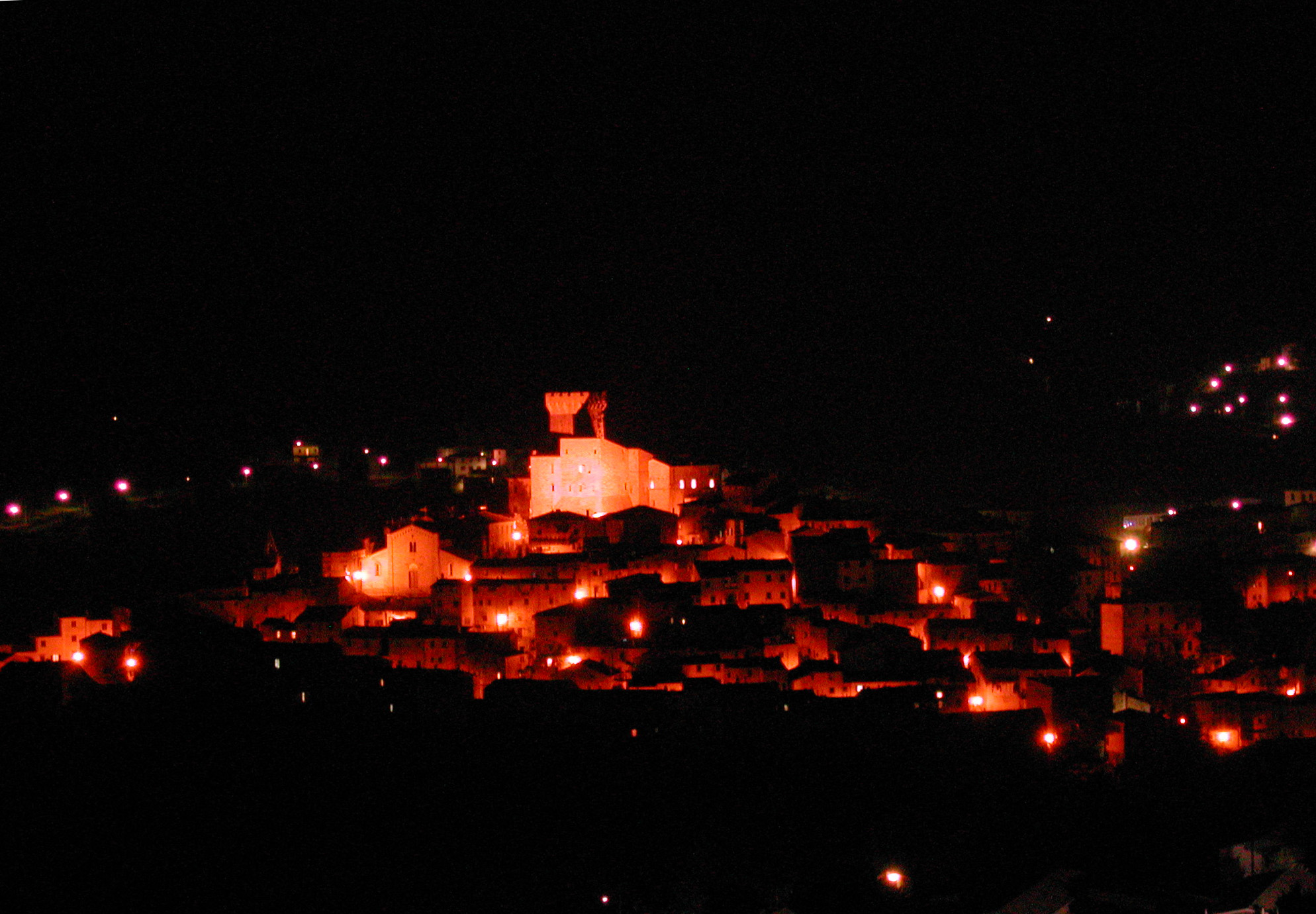
Panorama notturno

### Territorio
(Cecco Angiolieri, Se io avessi un sacco di fiorini)
Arcidosso sorge alle pendici del versante occidentale dal monte Amiata, ai margini dei grandi boschi che salgono sino alla vetta del monte. Per la sua vastità, il territorio comunale appare caratterizzato da aree molto varie tra di loro: si va dalla parte alta della montagna (1 600 metri circa) alle vallate che gradualmente scendono verso la Maremma. Il territorio è per gran parte coperto da foreste di faggi e di castagni, questi ultimi in particolare svolgono da sempre un ruolo importante per l'economia e la gastronomia del paese. Mano a mano che scendiamo di altezza possiamo incontrare anche vaste aree coperte da olivi e vigneti. Proprio dai vigneti di questa area si ricava il vino DOCG Montecucco. Parte del territorio è occupata dai rilievi pietrosi che salgono intorno al punto panoramico del monte Labbro fino a raggiungerne la cima, sulla quale si trova la Torre Giurisdavidica fatta costruire da Davide Lazzaretti.
Il territorio comunale, pur essendo classificato dal punto di vista sismico in zona 3, è stato l'epicentro di un terremoto verificatosi il 17 giugno 1868, che raggiunse la magnitudo 5,03 della scala Richter ed il VI-VII grado della scala Mercalli.
- Classificazione sismica: zona 3 (sismicità bassa), Ordinanza PCM 3274 del 20/03/2003

### Clima
- Classificazione climatica: zona E, 2258 GG
- Diffusività atmosferica: media, Ibimet CNR 2002

## Storia
Arcidosso risulta essere storicamente uno dei centri più importanti del Monte Amiata, nonché uno dei principali centri tra le province di Grosseto e Siena.
Il nome di Arcidosso viene menzionato per la prima volta in un documento del 4 marzo 860. Il nome deriva probabilmente dai sostantivi latini arx e dossum, che significano rispettivamente fortezza e dosso. A partire dal XII secolo si trovò a far parte dei possedimenti della famiglia degli Aldobrandeschi della Contea di Santa Fiora, i quali la fortificarono, iniziando la costruzione del castello e la torre maestra con l'aiuto degli abitanti di Casal Roveta, Talassa e Montoto, antichi insediamenti medioevali oggi scomparsi. Nel 1331, dopo uno dei più lunghi assedi condotti dall'esercito senese, comandato dal condottiero Guidoriccio da Fogliano, il castello ed il borgo di Arcidosso entrarono a far parte della Repubblica di Siena. Questo storico evento è stato dipinto da Simone Martini e figura nel museo del Palazzo Pubblico di Siena, oggetto di una accesa disputa sull'attribuzione artistica dello stesso non ancora conclusa.
Arcidosso divenne poi sede di un vicariato tra il 1347 e il 1348, rimase sottomesso a Siena fino alla fine della Repubblica nel 1559, quando passò ai Medici di Firenze, che vi nominarono un capitano di giustizia. Ottenuto il ruolo di "capitale" amministrativa del Monte Amiata, ricevette le visite dei granduchi Cosimo II nel 1612 e di Leopoldo II nel 1842. Durante il periodo del Granducato di Toscana, fino a pochi anni prima dell'unità d'Italia, Arcidosso arrivò a contare oltre 12 000 abitanti: il quadruplo di quelli che risiedevano nel capoluogo di provincia Grosseto. Arcidosso, in seguito alla costituzione dello Stato unitario italiano venne eletto al ruolo di pretura. Il comune ha subito una drastica riduzione demografica a partire dal dopoguerra e molte località del territorio sono oggi nettamente spopolate. Tuttavia, la vicinanza alle piste da sci sulla vetta del Monte Amiata, la presenza di luoghi di interesse storico-artistico, la realizzazione di percorsi naturalistici e culturali, hanno reso Arcidosso una località turistica particolarmente frequentata d'estate e nel periodo invernale. 
Inoltre nella seconda metà dell'Ottocento fu proprio questa cittadina a vivere le gesta e l'avventura mistica e sociale di David Lazzaretti.
Negli anni della seconda guerra mondiale, tra il 1940 e il 1943, Arcidosso fu uno dei comuni della Toscana designati dalle autorità fasciste ad accogliere profughi ebrei in internamento libero. Gli internati furono 27 (incluse famiglie con bambini), uno dei nuclei più numerosi della Toscana. Dopo l'8 settembre 1943, con l'occupazione tedesca, furono quasi tutti arrestati il 12 dicembre 1943, deportati e uccisi ad Auschwitz nel maggio 1944. Solo 6 di loro evitarono la cattura e sopravvissero in clandestinità fino alla Liberazione. 3 faranno ritorno dai campi di sterminio.

### Simboli
Lo stemma di Arcidosso, riconosciuto con D.C.G. del 28 maggio 1934, è costituito da uno scudo sannitico di colore rosso e verde su cui è presente una fortezza con torre da cui spunta una quercia. Lo stemma ha la seguente blasonatura ufficiale:
L'alberatura posta a lato del castello che fu residenza dei conti Aldobrandeschi, compare anche nell'affresco di Simone Martini, presente nel Palazzo Pubblico di Siena. Lo scudetto con la balzana di Siena fu posto dopo il 1331 quando Arcidosso sottomesso a quella repubblica.
Il gonfalone è un drappo di rosso.

## Monumenti e luoghi d'interesse

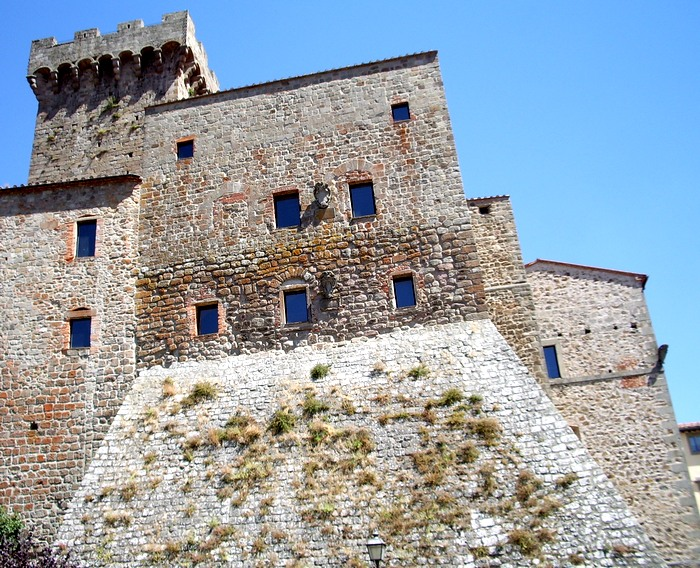
La Rocca aldobrandesca

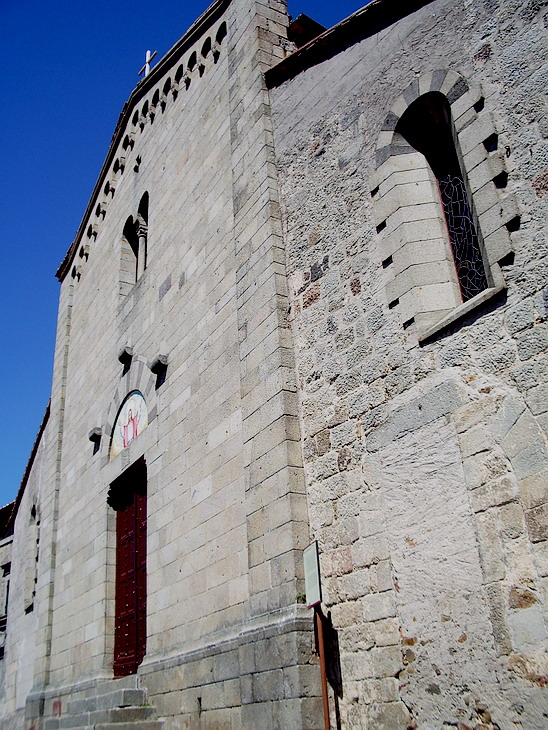
La chiesa di San Niccolò

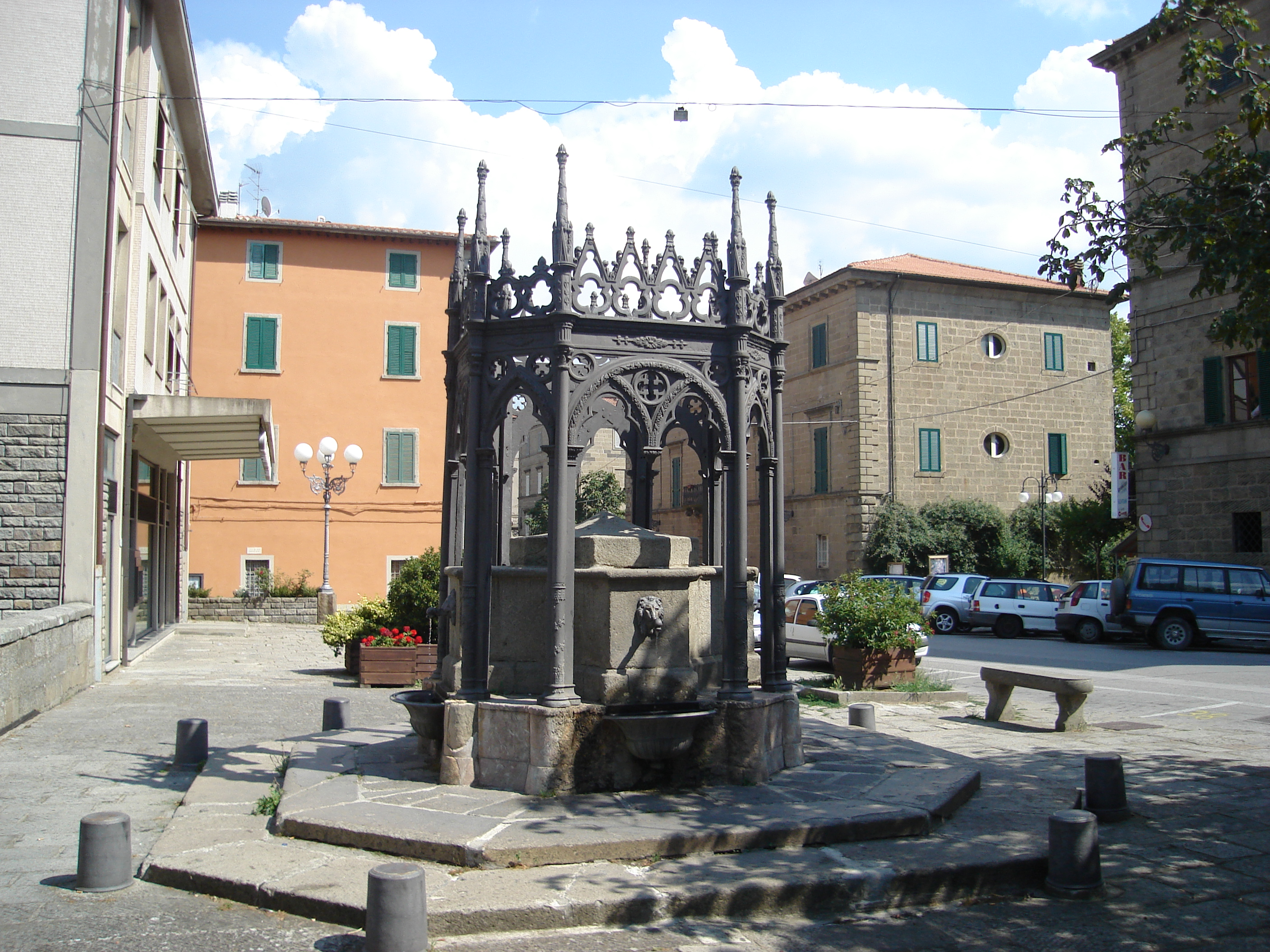
Fonti del Poggiolo

### Architetture religiose

#### Chiese parrocchiali
- Chiesa di San Niccolò, ricordata sin dal 1144, è la chiesa più antica di Arcidosso. Agli inizi del XVII secolo fu unito ad essa l'adiacente oratorio di Santa Croce, incorporato nella navata sinistra, permettendo così all'edificio di assumere uno schema planimetrico a tre navate. Modificata in stile neoromanico tra il 1934 e il 1943, conserva all'interno opere quali un'acquasantiera del 1603 dell'intagliatore Pietro Amati ed un crocifisso ligneo del XVI secolo di scuola fiorentina.[13] La parrocchia di San Niccolò conta circa 1 800 abitanti.[14]
- Chiesa di Sant'Andrea, situata presso Porta Talassese, è ricordata sin dal 1188 ed è stata ampliata una prima volta nel 1672, quando fu realizzato il presbiterio. Nel 1782 l'edificio fu consolidato da Leonardo Ximenes e nel 1872 la parte presbiterale divenne sede della Confraternita della Misericordia.[15] Qui è stato inoltre sepolto il celebre poeta arcidossino Giovan Domenico Peri.[16] La parrocchia di Sant'Andrea conta circa 1 500 abitanti.[17]
- Chiesa di San Clemente, situata nel centro storico di Montelaterone, è attestata a partire dal 1302. Ampliata nel XVI secolo con la costruzione delle cappelle di San Cristoforo (1514), per volere di Bartolomeo Vantagioli, e del Corpus Domini (1560), variandone così l'orientamento. Ristrutturazioni successive si ebbero nel 1711, nel 1756, nel 1932-34, e infine nel 1958, quando fu demolito il settecentesco altare maggiore in stucco e sostituito con un altro disegnato dall'architetto Egisto Bellini.[18] La parrocchia di Montelaterone conta circa 630 abitanti.[19]
- Chiesa di San Giovanni Battista, situata nella frazione di Stribugliano, risale al XIV secolo, anche se l'aspetto attuale risulta snaturato da alcune sostanziose ristrutturazioni avvenute in epoca recente.[20] La parrocchia di Stribugliano conta circa 300 abitanti.[21]

#### Chiese minori
- Chiesa di San Leonardo, situata nel terziere di Codaccio e ricordata a partire dal 1188, inizialmente benedettina, passò ai monaci cistercensi nel 1228. Fu ampliata negli anni tra il XVI e il XVII secolo e successivamente ristrutturata dall'architetto Egisto Bellini nel 1950 dopo alcuni danneggiamenti subiti durante la guerra (1944). All'interno sono conservati un altare monumentale in trachite di Pietro Amati e opere pittoriche rinascimentali e barocche.[22]
- Chiesa della Madonna dei Fornaciai, situata in località Fornaci, risale al 1715 e conserva un altare barocco su cui è posta l'immagine della Madonna dei Fornaciai, la stessa venerata a Roma nel rione di Santa Maria delle Fornaci.[23][24]
- Pieve di Santa Maria a Lamula, situata alle pendici della collina di Montelaterone, si tratta dell'edificio religioso più famoso del territorio di Arcidosso. Assegnato il terreno ai monaci benedettini per la costruzione della chiesa da parte dell'abbazia di San Salvatore nell'anno 837, qui sorse in poco tempo la «cellam sancte Mariae ad Lamulas» (853), e già in un documento del 996 si legge della concessione di papa Gregorio V all'abate Winizzo di battezzare nella chiesa. Nel XII secolo la chiesa venne innalzata a pieve, divenendo un importante centro culturale e sociale del territorio di questo versante dell'Amiata. Nel 1265 fu attaccata e danneggiata dai senesi, ma già tre anni dopo ci si adoperava per sistemarla, grazie all'opera di tale Paganuccio. La pieve rimase un importante luogo di riferimento fino al XVI secolo. Ristrutturata in forme barocche nel corso del Seicento, la chiesa fu restaurata e riportata all'originario aspetto romanico negli anni tra il 1935 e 1943, ad opera dell'architetto Egisto Bellini. Il toponimo, Lamula, era il nome di un villaggio alto-medievale oggi scomparso nei pressi del quale venne realizzata la chiesa (nei documenti si legge infatti ad Lamulas o vico Lamule), anche se la leggenda lo fa risalire ad una fantomatica mula, che trasportando la statua della Madonna, si inginocchiò nel punto in cui sarebbe dovuta sorgere la chiesa, tanto che ancora oggi sarebbero visibili i segni delle sue ginocchia.[25][26]
- Pieve di Santa Mustiola, situata nella frazione dei Bagnoli, lungo la strada che dalla località Canali porta alle Capannelle, conserva ancora nonostante alcune ristrutturazioni l'originaria struttura romanica. Ricordata sin dal 1205, fu ampliata con il transetto nel 1885.[27]
- Chiesa della Madonna della Misericordia, situata nella frazione di Montelaterone, fu costruita nel 1664 e successivamente ristrutturata nel 1907. Conserva alcuni affreschi di Francesco Nasini raffiguranti la Madonna della Misericordia, i Quattro evangelisti e Cristo benedicente, e una Pietà del 1659.[28]
- Chiesa della Madonna, situata nella frazione di Salaiola, non è possibile risalire con certezza all'origine di questa chiesa. È possibile che l'edificio esistesse già nel XVIII secolo, tuttavia è sicuro che l'aspetto attuale è dovuto ad una radicale ristrutturazione del 1863, data posta sul tetto dell'edificio.[29]
- Chiesa di San Girolamo a Roveta, chiesa sconsacrata situata alla fattoria di Roveta, presso Salaiola, è ricordata dal Repetti come oratorio pubblico dipendente dalla parrocchia di Sant'Andrea, officiato da una compagnia laicale a partire dal 1787.[30]
- Chiesa di San Lorenzo, situata nella frazione di San Lorenzo, è documentata a partire dal 1067 e si presenta a impianto romanico concluso da un'abside semicircolare. All'interno, nella parete dell'abside, è situato un affresco raffigurante il Miracolo del latte di san Bernardo di Chiaravalle ed i santi Sebastiano e Lorenzo.[31][32]
- Pieve di San Giovanni in Ballatoio, antica chiesa menzionata in una bolla papale di Clemente III del 1188, è identificabile oggi con il podere La Pieve, situato lungo la strada che da Stribugliano scende a Vallerona. Nel 2012 viene scoperta, dopo una campagna di scavi dell'Università di Firenze, la presenza in loco di un cimitero medievale.[33]
- Chiesa di Sant'Anna, situata nella frazione della Zancona, nelle vicinanze del torrente, si tratta di un piccolo edificio con facciata a capanna e campanile a vela, risalente alla prima metà del XIX secolo.[34]

#### Abbazie, conventi, santuari
- Convento dei Cappuccini, situato in località Palazzina-Cappuccini, ai piedi della frazione di San Lorenzo, è stato costruito tra il 1590 e il 1593 sul luogo chiamato Campo di Marte, dove arcidossini e casteldelpianesi si scontravano per le lotte di campanile, e comprende la chiesa di San Francesco, preceduta dal portico. La sua realizzazione fu affidata ai maestri Camillo di Bartolomeo di Arcidosso e Domenico da Chianciano.[35]
- Santuario della Madonna delle Grazie, noto anche come Santuario dell'Incoronata per l'incoronazione della sacra effigie il 29 agosto 1728, fu costruito come segno di devozione alla Madonna per la fine della peste del 1348. Originariamente di piccole dimensioni, fu ampliato già nel Quattrocento e i lavori di ristrutturazione proseguirono via via nei secoli successivi – si ricorda una ristrutturazione del 1566 ad opera di Matteo di Battista – fino al 1921. All'interno sono conservate importanti opere pittoriche rinascimentali e un dipinto di Giuseppe Nicola Nasini.[36]

#### Cappelle
- Cappella del cimitero, piccola cappella situata all'interno del cimitero comunale di Arcidosso, lungo la strada provinciale 160 Amiatina, risale al XIX secolo.[37]
- Cappella francescana dell'Immacolata di Lourdes, situata all'interno del Palazzo Pastorelli in corso Toscana 11, è una cappella privata costruita nel 1862. Recentemente restaurata, all'interno si trovano pitture dedicate alla Madonna e pitture di San Francesco, Santa Chiara e Sant'Antonio da Padova della pittrice Francesca Capitini di Assisi, una grata ottocentesca rifinita in oro che serviva per le confessioni e una pittura di Gesù di Ovidio Gragnoli di Arcidosso.
- Cappella della Natività, nota anche come cappella della Madonna del Presepe, è una piccola chiesetta padronale situata in località Canali, nei pressi dei Bagnoli, poco fuori Arcidosso. All'interno sono conservati un monumentale altare in trachite ed i sepolcri della famiglia Tassi. Sulla lunetta decorata della facciata è scolpita la data 1708.[38][39]
- Cappella di Santa Lucia alle Stiacciaie, situata alla pendici di Montelaterone, poco prima dell'accesso al borgo, risale agli inizi del XV secolo e conserva all'interno opere quali una Madonna col Bambino e i santi Bartolomeo e un altro apostolo, una frammentaria Annunciazione e nella volta la Santissima Trinità in tre volti.[28]
- Cappella di Merope Becchini, situata accanto al convento dei Cappuccini, è la cappella funeraria di una giovane ragazza deceduta ventunenne. Costruita in stile neogotico su progetto di Lorenzo Porciatti nel 1902, l'interno è decorato dal pittore Giuseppe Corsini e vi sono custodite alcune statue, tra cui il monumento funebre in marmo, realizzate dallo scultore fiorentino Vincenzo Rosignoli. Sull'altare è posto un quadro, l'Assunzione di Merope Becchini, opera del pittore Galileo Chini.[40]
- Cappella di San Galgano, situata presso la fattoria dell'Abbandonato, oltre Stribugliano, risale al XVI secolo ed è legato al culto di san Galgano, portato a Stribugliano dalle monache di Montecellese.[41]
- La chiesina, cappella gentilizia dell'omonimo podere, è situata su un poggetto in località Le Case, lungo la strada che dalla Serra porta alla frazione della Zancona.

#### Altri edifici sacri
- Casa canonica di San Leonardo, situata di fianco alla chiesa di San Leonardo, è frutto di una ristrutturazione settecentesca, e presenta la facciata con portale architravato e lunetta superiore semicircolare. Vi si trova murato lo stemma dell'abbazia di San Salvatore.[15]
- Torre Giurisdavidica, edificio della comunità giurisdavidica di Davide Lazzaretti, è situata sulla vetta del Monte Labbro; la sua costruzione fu iniziata nel luglio 1869 e terminò nell'agosto 1870. Tuttavia, la torre cedette dopo poco tempo per il peso del tetto. Dopo la morte del Lazzaretti, la torre andò in rovina e alcuni primi tentativi di recupero furono intrapresi nel 1958 da alcuni seguaci. Gravemente danneggiata da un fulmine, fu consolidata nel 1995 e restaurata negli anni tra il 2003 e il 2004. Oltre alla torre, in buono stato, sono visibili i ruderi di altri edifici sacri giurisdavidici: la chiesetta, consacrata nel 1872 – con prima messa celebrata il 29 settembre 1875 – e l'eremo, completato nel 1875.[42]
- Gompa di Merigar West, edificio sacro tibetano situato sul Monte Labbro presso la comunità di Merigar West, fondata da Namkhai Norbu nel 1981. Il gompa – tempio della grande contemplazione – è stato costruito nel 1990; di forma ottagonale, è stato inaugurato alla presenza di Tenzin Gyatso, XIV Dalai Lama. Poco distante è situato lo stūpa, che ha la funzione simbolica di conservare le reliquie del Buddha e rappresenta la via dell'illuminazione.

### Architetture civili

#### Palazzi
- Palazzo Giovannini Banchini, situato nel centro storico in via Talassese, risale al XVII secolo e presenta sulla facciata tre portali a bugnato in trachite, due rettangolari ed uno, quello centrale, ad arco. All'angolo è posto lo stemma di famiglia, datato 1634, mentre all'interno si conserva ancora oggi un camino seicentesco in pietra.[43]
- Palazzo Ferrini Amati, situato nel centro storico in via San Niccolò, di impianto trecentesco, fu trasformato nel corso del XVI secolo. Il portale principale ad arco presenta una trabeazione superiore a triglifi e metope e uno stemma gentilizio con albero e serpente. Si presume fosse residenza dell'artista Pietro Amati.[44]
- Palazzo Comunale, situato in piazza Indipendenza, ospita la sede dell'amministrazione comunale di Arcidosso. L'edificio fu ultimato nel 1851 e nel corso degli anni ha ospitato, oltre agli uffici del Comune, anche le scuole elementari e medie, poi spostate negli anni sessanta del XX secolo in via Risorgimento, la scuola di avviamento professionale, poi soppressa, gli uffici del giudice di pace, la pretura e l'esposizione del centro studi David Lazzaretti fino al 2008. Ristrutturato nel 1970, oggi vi si trova anche la sede della biblioteca comunale.[45]
- Palazzo Giabbani, situato lungo corso Toscana, è stato realizzato nei primi anni del XX secolo. Dotato di tre piani superiori, sulla facciata sono poste tre file di tre finestre ciascuna.[46]
- Palazzo del Marchese La Greca, situato in corso Toscana, venne costruito a metà del XIX secolo in un'area fino ad allora proprietà della famiglia Giovannini, e fu residenza privata dei La Greca fino al 1938, anno in cui venne venduto al partito fascista per 19.000 lire. Da allora adibito a casa del fascio, fu successivamente acquistato dal comune che lo utilizzò per ospitare la sede della sezione distaccata dell'istituto magistrale di Grosseto, poi divenuto autonomo ed intitolato al poeta Giovan Domenico Peri.[47]
- Palazzo Pastorelli, situato in corso Toscana, è stato uno dei primi palazzi ad essere costruiti lungo la ex via del Poggiolo. Acquistato il terreno dalla famiglia Giovannini, Domenico Pastorelli, appartenente all'ordine dei cavalieri di Santo Stefano, fece qui erigere, nella prima metà del XIX secolo, la propria residenza, un imponente edificio di quattro piani con tre file di cinque finestre sulla facciata principale. L'edificio comprendeva anche il cosiddetto giardino Pastorelli, poi ceduto nel 1910 al comune dalla vedova Camilla dopo la morte del Pastorelli, avvenuta nel 1874, e trasformato in verde pubblico alla fine degli anni trenta: oggi è noto come "parco del Pero".[48]
- Palazzo Conterio, situato in corso Toscana, con la facciata che dà su piazza Indipendenza, è stato realizzato negli anni venti del XX secolo andando ad occupare un'area della pubblica piazza. È noto per ospitare lo storico bar concerto, già ristorante.[49]
- Palazzo Andreini, situato in corso Toscana, è posizionato a metà tra il palazzo Conterio e l'adiacente palazzo Becchini. Risalente alla seconda metà del XIX secolo, è stato nel 2011 oggetto di restauri. Una lapide posta sul lato destro dell'edificio ricorda l'annessione della Toscana al Piemonte del 1860.[50]
- Palazzo Becchini, situato in corso Toscana, è posizionato in continuità con il palazzo Andreini e risale anch'esso alla seconda metà del XIX secolo.[46]
- Ex caserma dei Carabinieri, situata all'angolo tra via Roma ed il viale Davide Lazzaretti, fu realizzata negli anni trenta del XX secolo come sede dei Carabinieri. Oggi è adibita a centro per l'impiego e sede di associazioni.[51]
- Palazzo Pretorio, situato nella frazione di Montelaterone, in via del Pretorio, risale al XIV secolo. Sulla facciata sono posti tre stemmi dei podestà: Forese dei Foresi di Siena, datato 1543, Cristoforo Petri (1473) e Niccolò di Bogino (1505).[52]
- Palazzo e fattoria La Greca, situati nella piazza principale del centro storico di Stribugliano, erano dei proprietà dei Marchesi La Greca. Sulla facciata sono posti gli stemmi della famiglia.[53]

#### Ville e fattorie
- Villa della Palazzina, elegante villa situata di fronte al convento dei Cappuccini, nei pressi di San Lorenzo, era di proprietà della famiglia Giovannini, oggi Banchini. È stata edificata nel 1620 e presenta rilevanti decorazioni dell'artista Pietro Amati.[54]
- Villa Origa, situato in località Canali, nei pressi dei Bagnoli, si trattava in origine di un vecchio mulino, poi trasformato nel 1908 in residenza della contessa Origa. Restaurata di recente, è caratterizzata dalla tipica torretta e dal colore rosso acceso, suo colore originario.
- Fattoria dell'Abbandonato, situata nella valle delle Trasubbie, oltre Stribugliano, è stata identificata come l'antico Trabbandonato, ospedale ricordato nel 1153. Conserva la cappella di San Galgano del XVI secolo.[41]

#### Fontane
- Fonti del Poggiolo, caratteristica fontana con tempietto neogotico in ghisa realizzato nel 1833 presso le fonderie di Follonica, su progetto dell'architetto Francesco Leoni. La fontana fu montata nella piazzetta su corso Toscana tra il 1846 e il 1848, qui spostata dopo essere stata posta nella piazza Dante di Grosseto, dove era stata sostituita nel 1845 dal monumento a Canapone.[55]
- Fontana di piazza Indipendenza, fontana in travertino collocata nel luogo dove prima era posto il monumento a Peri, era sormontata da una rappresentazione stilizzata della montagna, con getti d'acqua che riempivano tre contenitori di rame. Perduti durante la guerra, la decorazione è stata recentemente sostituita con una Maternità in pietra dello scultore Alberto Lozzi.[56]
- Fontana medicea dell'Incoronata, situata all'esterno del santuario della Madonna delle Grazie, sul sagrato a destra della chiesa, si presenta come una scultura in trachite realizzata agli inizi del XVII secolo, in stile manierista. Al centro è collocato lo stemma dei Medici.[57]

#### Altri edifici civili
- Poligono del Tiro a Segno, realizzato negli anni tra il 1884 e il 1890, era situato nell'odierna via Roma, ai piedi della salita nei pressi di quello che oggi è chiamato Parco Donatori del Sangue. L'edificio rettangolare, composto da tre stanze e con porticato, fu utilizzato anche dopo la guerra per il tiro al piattello, poi come deposito comunale ed ospitò anche una scuola professionale. Negli anni ottanta fu trasformato in ristorante, mentre oggi ospita un bar. Nell'area della spianata del tiro a segno sono stati costruiti moderni palazzi residenziali, la stazione Rama ed un supermercato.[58]
- Teatro degli Unanimi, situato nella piazza della rocca aldobrandesca, si tratta del più antico teatro della provincia di Grosseto. Fu realizzato nel 1741 per opera della società filodrammatica degli Unanimi.[59]
- Colonia montanina fascista, realizzata dall'Opera Nazionale Balilla negli anni venti del XX secolo all'interno della Casa di Annetta, sulla collina di Montoto nei pressi di San Lorenzo, fu ampliata tra il 1934 e il 1939, su progetto di Ernesto Ganelli, per volere della Croce Rossa che qui realizzò la grande struttura del Preventorio in calcestruzzo armato e trachite. Durante la guerra vi furono allestiti un'infermeria e l'ospedale militare, per poi venire chiusa alla fine del conflitto, anche se due aule continuarono ad essere occupate dai bambini di San Lorenzo e del Pino che non potevano andare a studiare in paese. Ritornò operativa dal 1951 e l'inaugurazione ufficiale si tenne nel 1957 alla presenza del direttore della Croce Rossa di Roma e di donna Carla, moglie del presidente Gronchi. L'attività del preventorio, particolarmente attiva durante l'estate, cessò definitivamente nel 1965. Divenuta proprietà della Regione Toscana nel 1972, ha ospitato il centro di formazione professionale e il polo formativo di Arcidosso. Dal 1982, dopo un lavoro di ristrutturazione, è sede della Unione dei comuni montani Amiata Grossetana.[60]
- Ospedale di San Lazzaro, situato in località Fornaci, si trattava di un ricovero per lebbrosi ricordato nelle decime del 1302-1303, soppresso nel 1754. Seppur ridotto oggi a fabbricato rurale, conserva ancora il paramento originario a bozze di pietra a corsi orizzontali.[27]
- Lanificio dei Bagnoli, imponente edificio oggi in rovina, è un valido esempio di architettura industriale situato presso la frazione dei Bagnoli, nelle vicinanze della cascata dell'Acqua d'Alto. Destinato alla lavorazione della lana e voluto dal deputato Isidoro Maggi, fu attivo a più riprese tra il 1875 e il 1930. Sotto al lanificio, presso il fosso della Mastormola, erano situate le cave di terra gialla, scavate per la produzione di vernici, con i mulini delle Rossine e della Sega, oggi ristrutturati. Il lanificio è stato poi adibito a magazzino della terra gialla, ed in seguito abbandonato.[61][62]

### Architetture militari

#### Cinte murarie
- Mura di Arcidosso: cinta muraria dell'XI secolo che si sviluppa a semicerchio attorno alla rocca aldobrandesca, era in origine doppia ed oggi ne rimangono poche tracce. Della prima cinta muraria sopravvivono due porte, la porta di Castello, situata lungo via Cavour e recentemente rifatta con l'aggiunta delle merlature, e in una nicchia è stata posta una madonna orante degli anni '30 della bottega ceramista dei fratelli Ronzan di Bassano, e la porta di Mezzo, chiamata anche dell'Orologio in seguito ad un rifacimento successivo tra il 1834 e il 1851, data posta sulla banderuola della torre con orologio. Della seconda cinta è invece ben conservata la porta Talassese, con la struttura originaria ad arco a tutto sesto. Della quarta porta si hanno tracce alla fine del terziere di Codaccio, all'inizio della strada, oggi sentiero, che anticamente conduceva a Castel del Piano.
- Mura di Montelaterone: si conservano solo alcuni tratti della doppia cinta muraria del borgo medievale di Montelaterone, tra cui due porte di accesso al centro storico.[63]

#### Torri e fortificazioni
- Rocca aldobrandesca, imponente fortezza che sovrasta il paese, risale all'XI secolo, nucleo originario del borgo fortificato degli Aldobrandeschi di Santa Fiora, ed è formata da un edificio in pietra filarotto con base a scarpa e da una torre quadrata merlata che svetta sul lato nord del castello.[64] Fu utilizzato agli inizi del XIX secolo come carcere mandamentale ed è stato oggetto di un sostanzioso intervento di restauro nel 1989, su progetto di Nello Nanni.[65]
- Cassero di Montelaterone, conosciuto comunemente come Roccaccia, si presenta sotto forma di ruderi, seppure ben conservati, a pianta pentagonale in muratura a filarotto a bozze di trachite. Sul lato orientale è addossata una torre a base quadrata.[66]
- Castel Vaiolo, ruderi di un antico castello medievale, rinvenuti sopra una collina nei pressi di Stribugliano.

Il predicatore Baldassarre Audiberti (1760-1852) fu molto attivo nell'area del Monte Amiata, e qui posizionò numerose croci devozionali. Nel territorio di Arcidosso si ricordano: la croce delle Fornaci; la croce di San Lorenzo; la croce di fronte al convento dei Cappuccini; la croce del Pino; le due croci della Zancona, una in località La Crocina e l'altra in località Case del Ponte; la croce presso Santa Mustiola.

### Altro
- Monumento ai caduti, imponente monumento composto da una ripida scalinata che sale sul poggio del Cansacchi, sulla cui sommità è posta una cappella in ricordo ai caduti della grande guerra. Il 2 aprile 1923 la giunta comunale affidò il progetto agli ingegneri Giulio Becchini e Renato Della Rocca. Il monumento venne solennemente inaugurato il 29 agosto 1928.[71] Alla base del monumento una lapide ricorda il luogo in cui Davide Lazzaretti fu colpito a morte. Si contano due piccoli monumenti ai caduti anche nelle frazioni di Montelaterone e di Stribugliano.
- Monumento a Giovan Domenico Peri, busto in bronzo posto su di un piedistallo in pietra, è un'opera dello scultore Vincenzo Jerace ed è stato inaugurato il 24 settembre 1911. Voluto dal comitato "Pro Peri", era situato inizialmente in piazza Indipendenza, ma fu spostato verso la fine degli anni trenta presso il parco del Pero, dove è situato ancora oggi.[72]
- Monumento a Isidoro Maggi, busto in onore del parlamentare arcidossino Isidoro Maggi, è stato realizzato dallo scultore Ottaviano Ottaviani di Foligno. Inizialmente posizionato, il 27 settembre 1885, presso la porta dell'Orologio, è stato spostato al parco del Pero, dove è situato ancora oggi, al termine del secondo conflitto mondiale.[73]
- Monumento alla castagna, inaugurato il 18 ottobre 2015: L'acrobata della castagna, dell'artista romeno (naturalizzato svizzero) Daniel Spoerri, posto all'ingresso principale della città noto come "il birillo".

### Aree naturali
- Cascata dell'Acqua d'Alto, situata sopra la frazione dei Bagnoli, sotto al Sasso della Vettoraia, è alta 25 metri ed è stata per anni inattiva dopo che Siena ne aveva sottratto l'acqua, privando gli arcidossini della cascata e causando carenze di approvvigionamento idrico. È stata recentemente riaperta.[74]
- Grotta di Merlino, situata presso San Lorenzo, si tratta di un antro che la tradizione vuole ricondurre a rifugio del celebre mago Merlino, anche se altre leggende la vedono come tomba di un guerriero etrusco, o nascondiglio di un ribelle fiorentino in fuga dagli spagnoli. Sopra la grotta tra il castagneto si trova una pietra lavorata, possibile ara sacrificale o forno fusorio medievale.[68]
- Riserva naturale Monte Labbro, vasta area di 616 ettari istituita nel 1998, comprende al suo interno sia il Parco faunistico del Monte Amiata che la vetta del Monte Labbro (1193 m), con la torre giurisdavidica e gli altri edifici legati alla memoria storica di Davide Lazzaretti.
- Riserva naturale Poggio all'Olmo, area protetta di 434 ettari che interessa il comune di Arcidosso e anche quello di Cinigiano, è stata istituita nel 1998 ed è delimitata a nord dal borgo di Monticello Amiata, a ovest da quello di Castiglioncello Bandini, a sud dal rilievo del Monte Aquilaia e a est dalle propaggini occidentali del cono vulcanico del Monte Amiata.
- Parco faunistico del Monte Amiata, ubicato nell'area del Monte Labbro, a sud-ovest della vetta del Monte Amiata, il parco è strutturato ispirandosi al modello dei Wild Park tedeschi, con percorsi che permettono l'osservazione delle varie specie nel totale rispetto di queste. All'interno di questa area naturalistica è possibile osservare numerose specie della fauna selvatica appenninica come il daino, il capriolo, il cervo, il muflone, il camoscio e il lupo.

## Società

### Evoluzione demografica
Abitanti censiti

#### Distribuzione degli abitanti
| Frazioni              | Abitanti (2011) | Altitudine |
| --------------------- | --------------- | ---------- |
| Arcidosso (capoluogo) | 2 018           | 679        |
| Bagnoli               | 490             | 672        |
| San Lorenzo           | 274             | 669        |
| Montelaterone         | 254             | 685        |
| Stribugliano          | 212             | 775        |
| Le Macchie            | 99              | 750        |
| Zancona               | 83              | 775        |
| Salaiola              | 34              | 740        |
| Altre località        | 849             | -          |

### Etnie e minoranze straniere
Secondo i dati ISTAT al 31 dicembre 2010 la popolazione straniera residente era di 688 persone. Le nazionalità maggiormente rappresentate in base alla loro percentuale sul totale della popolazione residente erano:
- Albania, 124 - 2,80%
- Bangladesh, 104 - 2,35%
- Turchia, 99 - 2,24%
- Romania, 61 - 1,38%
- Marocco, 52 - 1,17%
- Tunisia, 48 - 1,08%

### Istituzioni, enti e associazioni
Il comune di Arcidosso fa parte dell'Unione dei comuni montani Amiata Grossetana, di cui costituisce il capoluogo. Inoltre, è uno dei comuni della Associazione Strada del Vino Montecucco e dei Sapori d'Amiata, della Associazione Nazionale Città dell'Olio e della Associazione Nazionale Città del Castagno.
Nel territorio comunale ha sede anche la Comunità Dzog-chen di Merigar West, comunità tibetana che si è insediata sulle pendici del Monte Labbro, in località Merigar fin dagli anni settanta, ove sono stati costruiti un tempio tibetano ed altri ambienti monastici.

## Cultura

### Istruzione

#### Biblioteche
La biblioteca comunale di Arcidosso è situata in piazza Indipendenza, all'interno del Palazzo Comunale. Il patrimonio librario stimato è di circa 32 000 volumi.

#### Musei
Il comune di Arcidosso dispone di due strutture museali che fanno parte della rete provinciale Musei di Maremma:
- Centro studi David Lazzaretti
- Centro visite del parco faunistico e delle riserve naturali del Monte Amiata
- MACO - Museo di Arte e Cultura Orientale

### Media
Ad Arcidosso va segnalata la presenza della casa editrice Effigi, attiva nella pubblicazione di libri, riviste e collane che hanno per oggetto principalmente il territorio locale della provincia di Grosseto.

### Cucina
- Castagna del Monte Amiata
- Montecucco, vino a denominazione di origine controllata prodotto in parte del territorio comunale.
- Zuppa arcidossina, piatto tipico locale.[81]

#### La castagna IGP del Monte Amiata
La castanicoltura nell'area del Monte Amiata, e in particolare del comune di Arcidosso, ha da sempre avuto diffusione, grazie alle condizioni climatiche particolarmente favorevoli, tanto che già negli statuti delle comunità dell'Amiata del XIV secolo si ritrovano specifiche norme per la salvaguardia e lo sfruttamento dei castagni, sia riguardo ai frutti sia riguardo alla legna. Ad oggi la castagna del Monte Amiata è tutelata dal marchio di qualità IGP. La castagna IGP del Monte Amiata è oggetto di una festa che ogni anno si tiene ad Arcidosso nel mese di ottobre: la "Castagna in festa".

## Geografia antropica

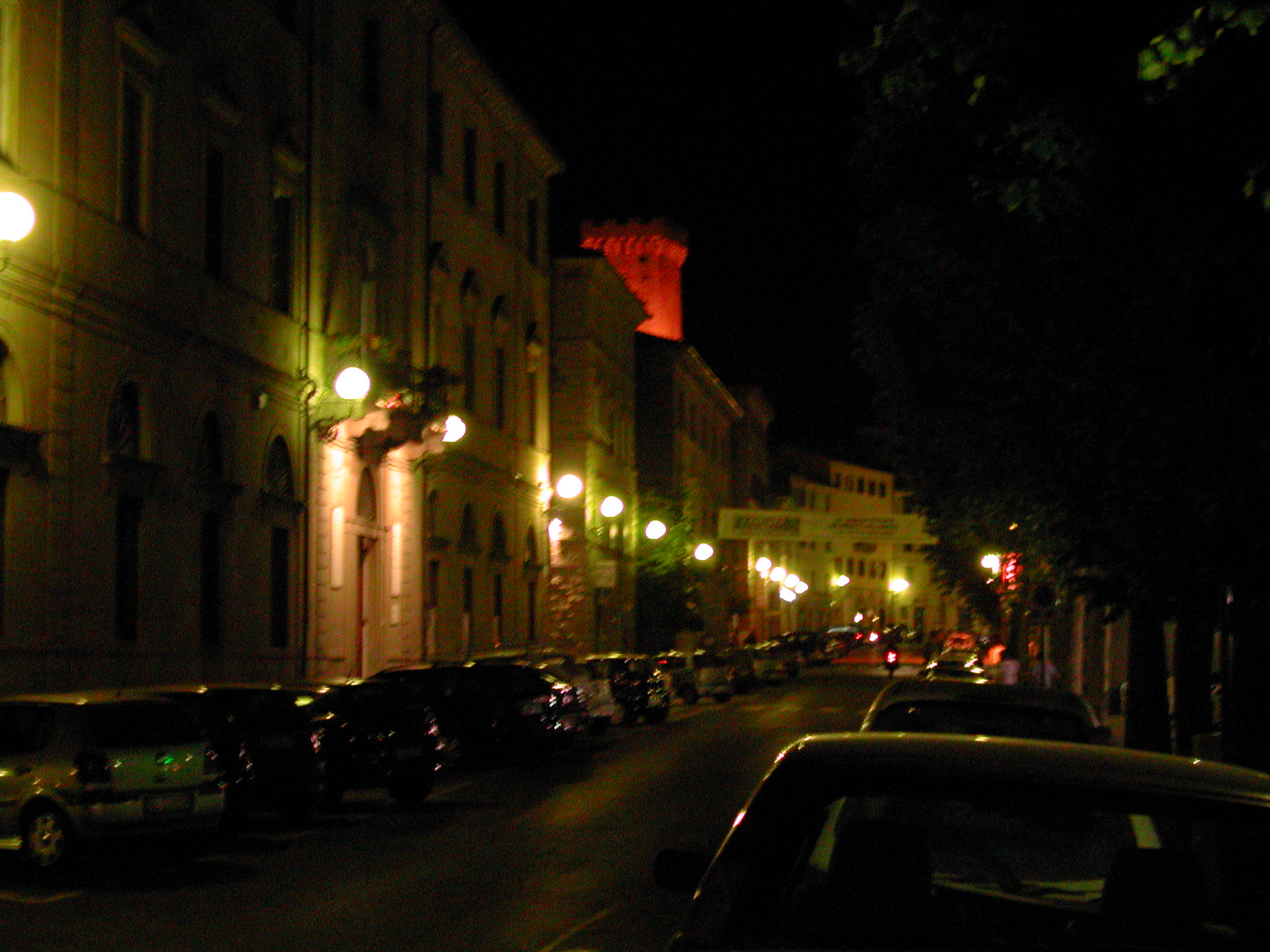
Corso Toscana

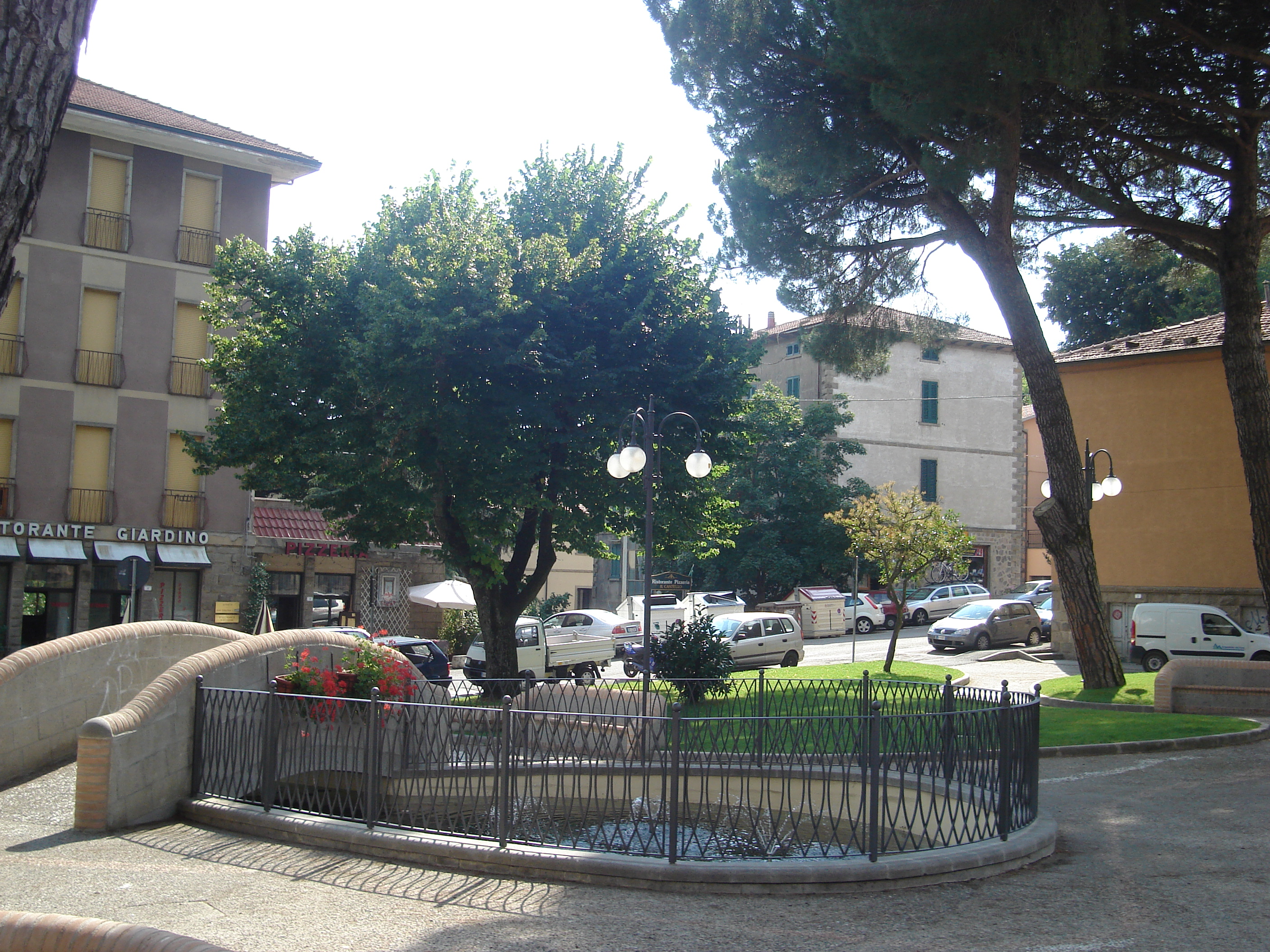
Parco del Pero

### Suddivisioni storiche
Il borgo si divide tradizionalmente in tre contrade:
- Terziere di Castello: comprende la porta di Castello, medievale, con arco a tutto sesto e l'estradosso rialzato, in una nicchia la madonnina orante dei ceramisti Ronzan del '900,sormontata dallo stemma dei Medici; la chiesa di San Niccolò, la prima del paese, fondata dai monaci dell'abbazia di San Salvatore; il teatro degli Unanimi, il più antico teatro del grossetano, sorto nel 1741; il castello, risalente all'XI secolo.
- Terziere di Codaccio: comprende la porta dell'Orologio, che reca una lapide che commemora il plebiscito popolare del 1860 per l'annessione al Regno d'Italia; la chiesa di San Leonardo, costruita dai monaci benedettini e citata per la prima volta nel 1188.
- Terziere di Sant'Andrea: comprende la porta Talassese, con arco a tutto sesto, sormontata dallo stemma in bianco e nero della Repubblica di Siena; la chiesa di Sant'Andrea, nominata per la prima volta nel 1188 tra i possedimenti dell'abbazia di San Salvatore; la chiesa della Madonna Incoronata, edificata come ringraziamento per la fine della peste del 1348.

Anche la frazione di Montelaterone possiede una tradizionale suddivisione in tre contrade: Piazza, Rocca e Valle.

### Suddivisioni amministrative
Le più antiche suddivisioni di Arcidosso riconosciute sono le frazioni di Montelaterone e Stribugliano, ambedue centri abitati risalenti al periodo medievale, che fino al regolamento di organizzazione amministrativa emanato il 10 dicembre 1776 costituivano comune autonomo. Nei censimenti del 1833 e del 1845 il comune è suddiviso nei popoli di Arcidosso (San Niccolò, Sant'Andrea e San Leonardo), Montelaterone e Stribugliano, che a loro volta comprendono i casali di Lamula, Santa Mustiola (Bagnoli), Fornaci, Zancona e Salaiola. Agli inizi del XX secolo vengono istituite le frazioni di Salaiola e Zancona e nei censimenti del 1921 e 1931 il territorio di Arcidosso risulta suddiviso tra le frazioni di Arcidosso (capoluogo, comprendente anche Bagnoli e San Lorenzo), Montelaterone, Salaiola, Stribugliano e Zancona (comprendente Le Macchie). In seguito alla soppressione delle frazioni dal punto di vista amministrativo negli anni novanta, il comune di Arcidosso emana nel 2000 il nuovo statuto comunale, riconfermando le frazioni precedenti ed elevando a tale status geografico i centri abitati di Bagnoli e San Lorenzo.

### Frazioni
- Bagnoli, popolosa frazione situata a pochi chilometri dal centro di Arcidosso, si sviluppa nelle vicinanze della duecentesca pieve di Santa Mustiola e funge da centro per tutte le località sparse su questo versante del territorio. Deve la sua notorietà alla presenza dello storico lanificio, una delle principali risorse economiche di Arcidosso, e alla cascata dell'Acqua d'Alto, luogo di incontro per generazioni di arcidossini fino a qualche decennio fa.
- Montelaterone, storico borgo sorto nell'alto medioevo, documentato sin dal 915, fu comune autonomo fino al 1783, anno in cui venne unito ad Arcidosso. Presenta edifici risalenti al medioevo e soprattutto l'antica pieve di Santa Maria a Lamula, situata alle pendici del paese.
- Salaiola, piccolo borgo posto sul versante settentrionale del Monte Aquilaia, è legato alla storia dell'insediamento scomparso di Roveta, uno dei villaggi che dette vita ad Arcidosso nell'XI secolo. Qui si trova la chiesa della Madonna e l'associazione "L'Aquilaia", che organizza ogni anno la festa della Poesia.
- San Lorenzo, frazione posta lungo la strada che da Arcidosso conduce a Castel del Piano, sorge intorno al nucleo antico identificabile nella chiesa alto-medievale di San Lorenzo. Popolosa frazione residenziale, funge da centro per le numerose località limitrofe.
- Stribugliano, antico borgo documentato dall'anno 868, è situato sul versante del Monte Buceto. Fu castello degli Aldobrandeschi e venne annesso ad Arcidosso nel 1783. Importante è l'attività economica basata sulla produzione del formaggio e dei latticini.
- Zancona e Le Macchie, insediamenti che si snodano lungo la valle del torrente Zancona, sul versante settentrionale del Monte Labbro, sono stati importanti centri di boscaioli e taglialegna, anche se oggi la popolazione è ridotta a poche unità. Zancona fu uno dei luoghi in cui Davide Lazzaretti predicò maggiormente e qui fece molti seguaci: quasi tutti i sacerdoti giurisdavidici che vennero dopo David erano originari della Zancona e anche l'archivio della fratellanza è qui custodito. Vi si trova la chiesetta di Sant'Anna.[34] I due centri sono noti per la produzione di patate e alle Macchie si svolge ogni anno la sagra della patata.

### Altre località del territorio
Nel territorio arcidossino sono situate numerose borgate, le quali, pur non avendo lo status di frazione, possiedono un tessuto urbanistico e una identità tali da essere considerati veri e propri centri abitati.
- Aiole, località situata lungo la strada che da Arcidosso porta a Santa Fiora, è oggi un punto turistico dove sono situate strutture ricettive. Da qui una strada permette di raggiungere il centro tibetano di Merigar West.
- Canali, località dipendente dalla frazione dei Bagnoli, conserva edifici quali la settecentesca cappella della Natività e la Villa Origa dei primi del XX secolo.[38]
- Capannelle Grappolini, località composta da due borgate che devono i propri nomi alla natura ed alla disposizione delle abitazioni. Dipendenti dal centro dei Bagnoli, vi si trovano alcuni muri a secco che delimitano la via dei Grappolini.[38]
- Capenti, piccola località raggiungibile dalla strada che porta a Santa Fiora o dal villaggio dei Bagnoli, è una tranquilla zona residenziale. Qui sono situate le piscine all'aperto di Arcidosso.
- Case d'Orifile, piccola borgata posta nelle vicinanze del convento dei Cappuccini e della villa della Palazzina, poco distante dalla frazione di San Lorenzo.[67]
- Case Panardi, piccola località composta da poche case situata al crocevia per Arcidosso, Cinigiano e la Zancona. Qui è situata la storica locanda del Prete, trattoria attiva dagli anni cinquanta del Novecento.[83]
- Case Rosse Benedettini, località situata sotto Montelaterone, dopo il bivio per Arcidosso lungo la strada che proviene da Paganico. Deve il suo toponimo a possibili celle benedettine dipendenti dalla pieve di Lamula.
- Fornaci, località raggiungibile dalla strada che collega Arcidosso con Castel del Piano, è situata in una piccola valle del torrente Ente. Il toponimo è dovuto alla presenza degli antichi opifici che un tempo, in località Fossatello, cuocevano i mattoni. Qui sono situati la chiesetta della Madonna dei Fornaciai e il vecchio ospedale di San Lazzaro. Sulle facciate di alcune abitazioni è possibile vedere lo stemma della famiglia Maggi, storica famiglia di Roveta.[84]
- Giunco, località composta da poderi ed abitazioni poste sotto i boschi di castagni tra la Zancona ed Arcidosso. Deve il suo nome proprio alla presenza dei boschi.
- Il Pino, piccola borgata nelle vicinanze di San Lorenzo dove un tempo erano situate alcune fornaci per cuocere pietre calcaree da cui ricavare la calcina.[67]
- Pergole, località situata lungo la strada provinciale del Cipressino, poco prima del bivio per Arcidosso alle Case di Begname. È composta principalmente da strutture ricettive e artigianali.
- Piane, piccola borgata dipendente dalla frazione dei Bagnoli, è composta da poche case. Qui si trova la fonte dell'Acqua Bona, nome dovuto alla leggenda secondo cui la Pia de' Tolomei la trovò particolarmente dissetante, esprimendo il suo giudizio positivo.[62]
- Piane del Maturo, località situata più a valle delle Piane, conserva in via Case Nuove una fontana con lo stemma di Arcidosso e particolari volti in pietra posti sui due lati di un'abitazione al civico 47.[85]
- Serra, piccola località posta lungo la strada che da Arcidosso porta a Cinigiano, all'altezza della curva del bivio per la Zancona.

Tra le altre numerose località minori, sparse per il territorio, si ricordano: Abbandonato, Bandite Vecchie, Cappuccini Palazzina, Case del Ponte, Case di Begname, Case Nuove, Case Sallustri, Corniolo, Fontanelle, Fontescaglia, Gualchiere, I Poderi, Capo D'Oro, Lamula, La Crocina, La Foresta, Le Casacce, Le Case, Merigar, Montoto, Mossa dei Cavalli, Oguardio, Pastorelli, Piamperugino, Poggetto Palazzina, Poggio Marco, Poggio Zancona, Prodotto, Puscina, Querce di Fico, Romitorio, Rondinelli, Roveta, Stiacciaie, Torricella, Vado di Capretto.

## Infrastrutture e trasporti
Il comune di Arcidosso non possiede linee ferroviarie e superstrade o strade statali all'interno del proprio territorio. Le maggiori vie di collegamento tra il paese e quelli vicini, oltre che per le numerose borgate limitrofe, sono tutte strade provinciali. Si ricordano la strada provinciale 7 Cinigianese, che da Arcidosso conduce al bivio per la Zancona, a quello per Salaiola, e poi continua nel comune di Cinigiano fino a raggiungere Sasso d'Ombrone; la strada provinciale 64 del Cipressino, importante arteria che collega Paganico – e quindi chiunque provenga da Grosseto – ad Arcidosso e Castel del Piano; la strada provinciale 26 Arcidosso, che dal bivio di Begname lungo la strada del Cipressino porta ad Arcidosso passando per Montelaterone; e la strada provinciale 160 Amiatina, che attraversa Arcidosso da nord a sud: a nord la collega con San Lorenzo e Castel del Piano, mentre a sud conduce fino al bivio per Santa Fiora, in località Aiole, e poi continua verso la Triana.
Ad Arcidosso vi è l'Autostazione, unica del Monte Amiata, è proprio ad Arcidosso infatti che nel 1913 nacque la RAMA, Azienda di Trasporti Pubblici nata per collegare la Montagna con la Maremma.
Nel 2010 la RAMA è entrata a far parte della Tiemme Toscana Mobilità.

## Amministrazione
| Periodo        | Periodo        | Primo cittadino     | Partito                     | Carica  | Note   |
| -------------- | -------------- | ------------------- | --------------------------- | ------- | ------ |
| 1951           | 1959           | Isoliero Ragnini    |                             | Sindaco |        |
| 1959           | 1964           | Santi Palmieri      |                             | Sindaco |        |
| 1965           | 1971           | Wanda Bosco         | Partito Comunista Italiano  | Sindaco |        |
| 1971           | 1975           | Luigi Franceschelli |                             | Sindaco |        |
| 1975           | 1985           | Marcello Bianchini  | centro-sinistra             | Sindaco |        |
| 11 luglio 1985 | 31 luglio 1990 | Pierluigi Marini    | Partito Comunista Italiano  | Sindaco | [ 86 ] |
| 6 agosto 1990  | 24 aprile 1995 | Augusto Contri      | Partito Socialista Italiano | Sindaco | [ 86 ] |
| 24 aprile 1995 | 14 giugno 1999 | Attilio Marino      | -                           | Sindaco | [ 86 ] |
| 14 giugno 1999 | 14 giugno 2004 | Attilio Marino      | -                           | Sindaco | [ 86 ] |
| 14 giugno 2004 | 8 giugno 2009  | Emilio Landi        | centro-sinistra             | Sindaco | [ 86 ] |
| 8 giugno 2009  | 26 maggio 2014 | Emilio Landi        | centro-sinistra             | Sindaco | [ 86 ] |
| 26 maggio 2014 | in carica      | Jacopo Marini       | lista civica: comunità viva | Sindaco | [ 86 ] |

### Altre informazioni amministrative
Il comune è sede legale e amministrativa dell'unione dei comuni montani Amiata Grossetana.

## Sport
Lo sport che ha maggiori radici nel territorio di Arcidosso è la pallacanestro, con la squadra del Basket 2000 Arcidosso fondata nel 1975 e particolarmente attiva nei campionati provinciali e talvolta regionali. Il paese è inoltre rappresentato, sempre nell'ambito cestistico, a livello senior dagli Arcidosso Boars, militanti nel Campionato UISP, girone di Siena. Arcidosso possiede inoltre anche due squadre di calcio, l'A.S.D. Aldobrandesca Calcio, militante in terza categoria, e la A.C.D. Giovanile Amiata, società che si occupa di campionati giovanili.
Molto ampia è anche l'offerta di impianti dove praticare i diversi sport, tra cui: il Palasport, campi da tennis coperti, due palestre per pallavolo e pallacanestro, un poligono per tiro al piattello, una palestra per culturismo, aerobica e jūdō. Sono molti anche i maneggi che offrono la possibilità di fare passeggiate a cavallo lungo i sentieri che si inerpicano per il monte Amiata.